# Don Naza
Segundo Adolfo Nazareno Mina conocido como Don Naza (Esmeraldas, 1920-Esmeraldas, 28 de marzo de 2017), fue un cantante, músico, folclorista y gestor cultural ecuatoriano de la cultura afroesmeraldeña, destacado por su potente y fluida voz.

## Primeros años
En su niñez y adolescencia se dedicó a limpiar las semillas de plátano y guineo, sembrar cacao y recolectar la savia de los árboles de caucho.

## Carrera musical
Durante su carrera por la música, se dedicó a recuperar y preservar las tradiciones de la cultura afrodescendiente esmeraldeña, con las costumbres y tradiciones del canto a la Virgen del Carmen, San Antonio, San Martín de Porres y el nacimiento del Niño Jesús. Contribuyó con los géneros musicales emblemáticos de la región, con cientos de arrullos y chigualos.
En 1999 conformó el grupo musical Bambuco donde formalizó su carrera musical junto a Hugo Quiñónez, Alfredo Caicedo, Larry Preciado, entre otros artistas.
Su aporte a la cultura y la música tradicional, fue documentado por Ivis Flies, en el proyecto De Taitas y mamas, que comenzó con artistas esmeraldeños, en el cual se registró durante 10 años la historia musical de Don Naza, además de los artistas Papá Roncón, Las Tres Marías, Julián Tucumbi, Mariano Palacios y Mishqui Chullumbo. Este proyecto fue lanzado en 2013, con financiamiento del Ministerio Coordinador de Patrimonio con el fin de rescatar a iconos nacionales del arte, siendo distribuidos seis mil discos por cada artista en los diarios El Telégrafo y El Comercio, con un precio de 5 dólares, con el fin de que los artistas reciban una regalía por cada una de las ventas, siendo Don Naza el primero en grabar para este proyecto y recibir ayuda en su salud, con la instalación de un baño en su casa, nueva dentadura, lentes y curarle un problema en su nariz.
El 24 de abril de 2013 dio un concierto donde se le rindió homenaje por su aporte a la música tradicional en el Teatro Sucre, el cual fue transmitidos por Ecuador TV y Radio Pública del Ecuador.

## Reconocimiento y legado
En el Festival de Música del Pacífico Petronio Álvarez, realizado en 2001, obtuvo el reconocimiento de mejor intérprete vocal de música tradicional del Pacífico colombo-ecuatoriano, donde se congregó a los mayores exponentes de la música tradicional costera de la zona y con la participación de 80 grupos musicales.
Fue condecorado al mérito cultural por el Congreso Nacional del Ecuador en octubre de 2004. La Secretaría de Cultura y Turismo de la Alcaldía de Santiago de Cali le dio un reconocimiento al aporte a la cultura y la música.
En 2012 fue reconocido como Leyenda Viva del Patrimonio Sonoro del Ecuador por parte del Ministerio de Cultura y Patrimonio.

## Fallecimiento
Falleció el 28 de marzo de 2017 a los 97 años de edad, a causa un paro cardiorrespiratorio. Su velorio se llevó a cabo en casa de una sobrina suya y fue matizado por los cánticos acompañados por el bombo, guasá, cununo y otros instrumentos de la marimba esmeraldeña.